# Easton Corbin
Easton Corbin, född 12 april 1982 i Trenton i Florida, är en amerikansk sångare och låtskrivare inom countrygenren.
Corbin växte upp i Gilchrist County och studerade företagsekonomi vid University of Florida.

## Diskografi
Studioalbum
- 2010 – Easton Corbin
- 2012 – All Over The Road
- 2015 – About to Get Real

EP-skivor
- 2009 - A Little More Country Than That

Singlar (topp 100 på Billboard Hot Country Songs)
- 2009 – "A Little More County Than That" (#1)
- 2010 – "Roll with It" (#1)
- 2010 – "I Can't Love You Back" (#14)
- 2012 – "Lovin' You Is Fun" (#7)
- 2013 – "All Over the Road" (#9)
- 2013 – "Clockwork" (#31)
- 2014 – "Baby Be My Love Song" (#11)
- 2015 – "Yup" (#44)